# Choose Love (Album)
Choose Love ist das 24. Album, beziehungsweise das 14. Studioalbum von Ringo Starr nach der Trennung der Beatles. Es wurde am 25. Juli 2005 in Europa (USA: 7. Juni 2005) veröffentlicht.

## Entstehungsgeschichte

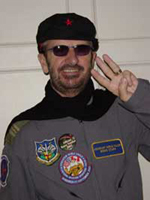
Ringo Starr, 2004

Nach der Veröffentlichung seines Studioalbums Ringo Rama im März 2003 entschied sich Ringo Starr, das musikalische Konzept fortzuführen. Es ist das vierte Studioalbum, das Mark Hudson und Ringo Starr gemeinsam produzierten. Die überwiegende Kompositionsarbeit wurde erneut von Ringo Starr, Mark Hudson, Steve Dudas, Gary Burr und Dean Grakal ausgeführt.
Die wenigen Informationen über das Album stammen von einem Interview mit Ringo Starr und Mark Hudson, das in den aufgeführten Weblinks zu finden ist; so sollte das Album ursprünglich lediglich Love heißen.
Oh My Lord ist eine musikalische Antwort auf das Lied My Sweet Lord von George Harrison. Der Titeltrack Choose Love enthält ein Gitarrenriff, das dem der Riff von Day Tripper ähnelt, und erwähnt die Beatles-Lieder What Goes On, Tomorrow Never Knows und The Long and Winding Road. Die Aufnahmezeiten für das Album sind nicht dokumentiert, sie erstreckten sich wahrscheinlich über die Jahre 2004 bis 2005. In den Jahren 2004 und 2005 war Ringo Starr mit der All-Starr Band nicht auf Tournee. In den Dave Way at Way Station Studios fand abschließend die Abmischung der Lieder statt.
Insgesamt wirkt das Album weniger rock-orientiert als das Vorgängeralben.
Choose Love war das vierte Album von Ringo Starr, das bei Koch Records erschien.

## Covergestaltung
Das Cover entwarf Tyrone Drake. Die Coverfotos stammten von Barbara Bach. Der CD liegt ein bebildertes achtseitiges Begleitheft bei, das Informationen zum Album enthält.

## Titelliste
1. Fading In Fading Out (Richard Starkey a/Mark Hudson/Gary Burr) – 3:57
2. Give Me Back the Beat (Richard Starkey/Mark Hudson/Gary Burr/Steve Dudas/Dean Grakal) – 3:54
3. Oh My Lord (Richard Starkey/Mark Hudson/Gary Burr/Steve Dudas/Dean Grakal) – 5:32
4. Hard to Be True (Richard Starkey/Mark Hudson/Gary Burr) – 3:28
5. Some People (Richard Starkey/Mark Hudson/Gary Burr/Steve Dudas/Dean Grakal) – 3:18
6. Wrong All the Time (Richard Starkey/Mark Hudson/Gary Burr) – 3:39
7. Don’t Hang Up (Richard Starkey/Mark Hudson/Gary Burr) – 3:27
8. Choose Love (Richard Starkey/Mark Hudson/Gary Burr) – 3:08
9. Me and You (Richard Starkey/Mark Hudson/Steve Dudas) – 2:15
10. Satisfied (Richard Starkey/Mark Hudson/Gary Nicholson) – 3:19
11. The Turnaround (Richard Starkey/Mark Hudson/Gary Burr/Steve Dudas/Dean Grakal) – 3:54
12. Free Drinks (Richard Starkey/Mark Hudson/Gary Burr/Steve Dudas/Dean Grakal) – 4:47

## Wiederveröffentlichungen
Die CD-Veröffentlichung aus dem Jahr 2005 wurde bisher nicht neu remastert.

## USA-Deluxe-Version
In den USA wurde eine DualDisc von dem Album veröffentlicht, bei der auf der CD-Seite das reguläre Album zu hören ist. Auf der DVD-Seite ist das Album in einer Enhanced Stereoabmischung zu hören, weiterhin beinhaltet die DVD eine 9 1⁄2-minütige Dokumentation über das Album sowie die Texte, eine Biografie von Ringo Starr und eine Analyse der Lieder von Ringo Starr und Mark Hudson.

## Europäische Deluxe-Version
In Europa wurde der Inhalt der US-amerikanischen DualDisc auf einer gesonderten DVD zusammen mit der regulären CD veröffentlicht.

## Single-Auskopplungen
Aus dem Album wurden keine Singleauskopplungen vorgenommen. Es wurde aber in Europa und den USA die Promotion-CD-Single Fading In Fading Out veröffentlicht.

## Chartplatzierungen
Das Album verfehlte Notierungen in den offiziellen Albumcharts.

## Sonstiges
- Eine Veröffentlichung im LP-Format erfolgte nicht.
- Für das Lied Fading In Fading Out wurde ein Musikvideo für Werbezwecke aufgezeichnet.